# Pájaro loco (película de 1971)
Pájaro loco es una película de Argentina dirigida por Lucas Demare según su propio guion escrito en colaboración con Ariel Cortazzo sobre el argumento de este, que se estrenó el 9 de septiembre de 1971 y que tuvo como protagonistas a Luis Sandrini,María José Demare  José Cibrián, Zoe Ducós y Víctor Laplace. El filme contó con la colaboración de Víctor Ayos como coreógrafo.

## Sinopsis
Un sacerdote de pueblo se opone a una posible estafa.

## Reparto
Intervinieron en el filme los siguientes intérpretes:
- Aldo Bigatti
- José Cibrián
- María José Demare
- Zoe Ducós
- Horacio Heredia
- Fernando Iglesias, Tacholas
- Carlos Lagrotta
- Víctor Laplace
- Marcial Manent
- Jorge Martínez
- Héctor Méndez
- Mario Passano
- Blanca del Prado
- Nelly Prono
- Romualdo Quiroga
- Raúl Ricutti
- Roberto Durán
- Luis Sandrini
- Mario Savino
- Isidro Fernán Valdez
- Betty Cossoy

## Comentarios
El crítico Jorge Andrés escribió en La Opinión:

"Más que su vulgaridad sin gracia y su oportunista fantasía (el protagonista termina hablando con el presidente de la república) lo más opresivo de Pájaro loco es su sentimentalismo alevoso."

La crónica de La Prensa expresaba que:

La idoneidad de Demare se pone de manifiesto en la pintura de los personajes y en la narración de la trama argumental."

Por su parte la crítica publicada en la revista Patoruzú sintetizaba:

"Simplemente una de Sandrini. Hay ingenuidad, sentimentalismo, algunos chistes, etc. etc. Lástima que además Pájaro loco es una película de Lucas Demare."